# Auckland
Auckland (Māori: Tāmaki-makau-rau) is het dichtstbevolkte stedelijk gebied (agglomeratie) van Nieuw-Zeeland, gelegen op het Noordereiland. De agglomeratie bestaat uit meerdere steden en districten, die in 2010 op bestuurlijk niveau werden samengevoegd. Het gebied heeft ruim 1,4 miljoen inwoners (2009), ongeveer een derde van de gehele Nieuw-Zeelandse bevolking, waarvan ruim 400.000 in het voormalige Auckland City wonen.

## Geschiedenis

### Vestiging
Rond 1350 vestigden de eerste Māori zich in het gebied, aangetrokken door de vruchtbare grond. Zij stichtten verscheidene gefortificeerde nederzettingen, voornamelijk rond de vulkanische heuvels.
Verschillende Māori-stammen kregen via de handel met Europese nieuwkomers de beschikking over vuurwapens die superieur waren aan de speren die de Māori gebruikten. De machtsverhoudingen tussen de Māori-stammen werden verstoord en er ontstonden gewapende conflicten tussen de verschillende stammen. Een van de stammen, de Ngāti Whātua, zocht bescherming bij de Europeanen en probeerde hen over te halen om zich in de regio te vestigen.
De Britse luitenant William Hobson was op zoek naar een geschikte plek om een hoofdstad te stichten en kocht een stuk land van de stam, een gebied van 12 km² rondom Mount Eden. De stad Auckland werd gesticht en werd uitgeroepen tot hoofdstad van de kolonie, een status die het in 1865 aan Wellington zou verliezen. De Waitemata Harbour ten noorden van de stad en de Manukau Harbour ten zuiden van de stad leenden zich uitstekend als havengebied en maakten een snelle groei mogelijk. Binnen een jaar woonden en werkten er bijna 2.000 mensen in de stad.

### 1841-1945
Gedurende de negentiende eeuw trok vooral het Zuidereiland veel immigranten, maar desondanks groeide Auckland uit tot het commerciële centrum waarbij vooral de haven voor veel werkgelegenheid zorgde. De aanzuigingskracht die hiervan uitging zorgde voor een snelle aanwas van de bevolking en al snel kampte de binnenstad met problemen als overbevolking en vervuiling.
Door de komst van tram-, spoorlijnen en veerverbindingen eind negentiende eeuw kon de stad de verdere groei opvangen. Behalve Auckland waren er in de regio inmiddels ook tal van andere, kleinere plaatsen verrezen. Onder andere Avondale, Parnell en Epsom werden in de loop van de negentiende en twintigste eeuw door de uitdijende stad opgeslokt en zijn tegenwoordig terug te vinden als stadswijk.

### Na 1945
Zelfs al voor de Tweede Wereldoorlog was het percentage mensen in Auckland dat een auto bezat hoog. De populariteit van de auto nam na de oorlog alleen maar toe en zorgde ervoor dat het verkeersbeleid in de regio zich op het autoverkeer toespitste. Er werd een netwerk van snelwegen aangelegd en in 1959 werd een verbinding tussen de stad en het gebied ten noorden van de Waitemata voltooid door de aanleg van de Auckland Harbour Bridge. Het openbaar vervoer verloor op elk vlak: de laatste tram reed in 1956 en er werd besloten het spoornetwerk niet te elektrificeren.
De uitbreiding van de stad was nu niet meer aan vaste lijnen gebonden en de stad groeide in alle richtingen. Het uitgebreide wegennetwerk maakte zogenaamde urban sprawl mogelijk: er ontstonden uitgestrekte nieuwe buitenwijken gekenmerkt door ruime laagbouw en bewoners zijn voor vervoer voornamelijk afhankelijk van de auto. Dit resulteerde in een relatief lage bevolkingsdichtheid: tegenwoordig is de regio qua oppervlakte te vergelijken met Londen, terwijl laatstgenoemde stad zeven keer zoveel inwoners heeft.

## Geografie

### Ligging
Auckland ligt op een landengte tussen de Golf van Hauraki en de Tasmanzee. De landengte is op het smalste punt minder dan twee kilometer breed. Rondom deze landengte bevinden zich twee natuurlijke havens: Waitemata Harbour in het noorden en Manukau Harbour in het zuiden. De eerste mondt uit in de Golf van Hauraki en de laatste in de Tasmanzee. Het is een van de weinige steden in de wereld die twee havens heeft aan twee grote wateren.
In het westen bevinden zich de Waitakere Ranges, een heuvelrug die tot de westkust reikt en aldaar wordt gekenmerkt door de hoge kliffen die tussen de surfstranden uitsteken. In het zuidoosten van de regio vormen de heuvels van de Hunua Ranges het grensgebied.

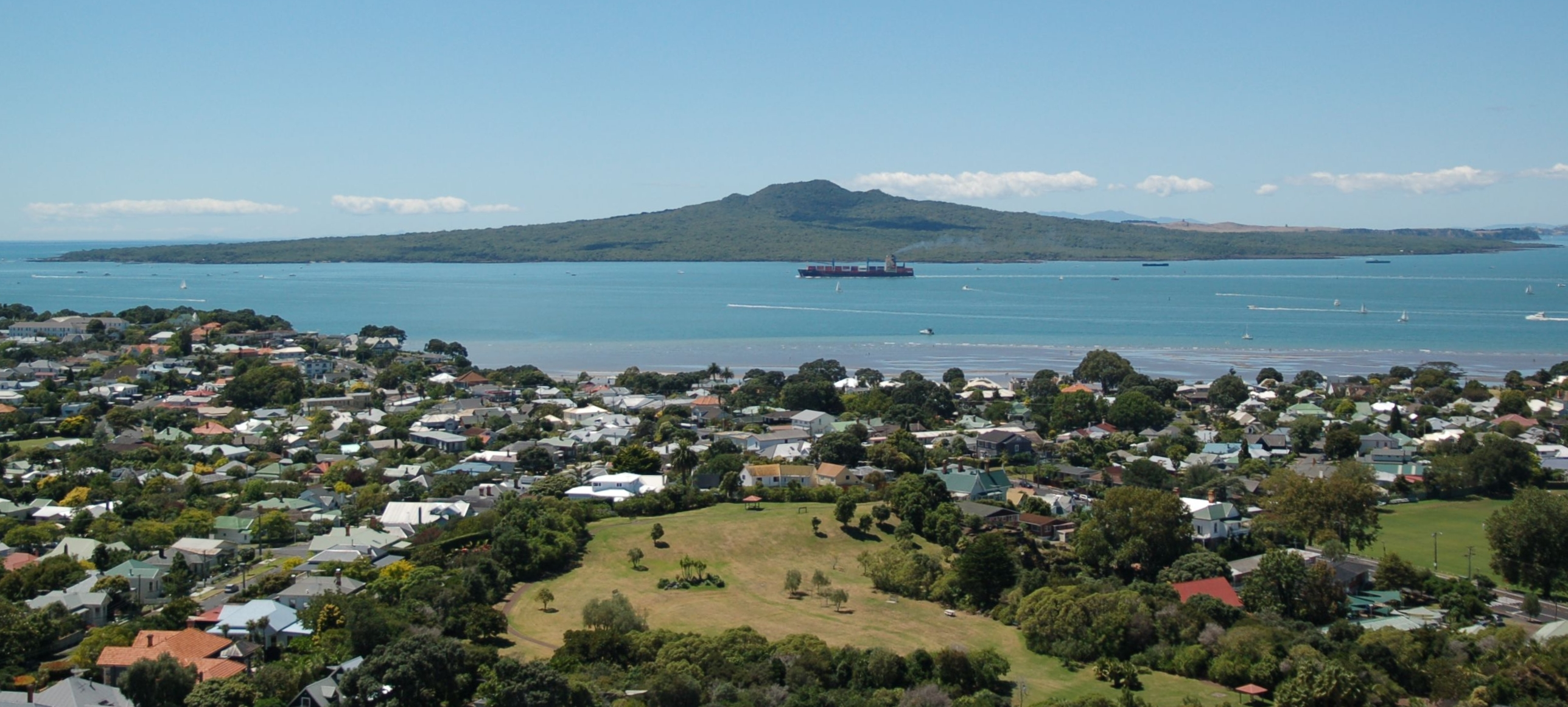
Rangitoto gezien vanaf een andere vulkaan, Mount Victoria

### Vulkanen
Auckland ligt in een vulkanisch veld. Er zijn in de regio ongeveer 50 vulkanische objecten te vinden, zoals vulkaankegels, meren, lagunes en eilanden. De meeste kegels zijn inmiddels deels of geheel afgegraven. Sommige vulkanische objecten zijn nog steeds zichtbepalend in het stadsbeeld. De vulkanen zelf worden als uitgedoofd beschouwd, terwijl het vulkanische veld slechts als slapend kan worden aangemerkt.
In tegenstelling tot de vulkanen in de rest van het Noordereiland, zoals Mount Ruapehu, zijn de vulkanen in Auckland geen stratovulkanen, maar worden ze gevoed door basaltisch magma. De jongste en verreweg de grootste vulkaan, Rangitoto Island is in het afgelopen millennium gevormd. Uitbarstingen van deze vulkaan hebben zo'n 700 jaar geleden een aantal Māori-nederzettingen op het nabijgelegen eiland Motutapu vernietigd. Door zijn afmeting en locatie in de Waitemata Harbour is Rangitoto een van de meest karakteristieke onderdelen van het landschap in Auckland, zichtbaar vanuit grote delen van de stad. Andere opvallende vulkaankegels zijn Mount Eden en One Tree Hill.

### Klimaat
Auckland heeft een warm gematigd zeeklimaat (Cfa volgens de klimaatclassificatie van Köppen) met warme, vochtige zomers en milde, natte winters. Auckland is een van de zonnigste steden van Nieuw-Zeeland met 2.060 zonuren per jaar. In januari wordt het gemiddeld 23 °C overdag, en februari is nog iets warmer. Toch wordt het zelden warmer dan 30 °C. De hoogste maximumtemperatuur die is gemeten is 32.4 °C. terwijl de laagste temperatuur -2.5 °C is. 's Winters wordt het overdag 14-16 °C. Slechts eenmaal sinds het ontstaan van de stad heeft het er gesneeuwd, te weten op 27 juli 1939. Het hele jaar door kan het hevig regenen, met een gemiddelde van 1.240 mm per jaar. De meeste regen valt in de wintermaanden (juni tot augustus).
Doordat de stad zo uitgestrekt en heuvelachtig is, kunnen er tussen sommige delen flinke verschillen in weersomstandigheden optreden.
| Maand                                   | jan  | feb  | mrt  | apr  | mei  | jun  | jul  | aug  | sep  | okt  | nov  | dec  | Jaar  |
| --------------------------------------- | ---- | ---- | ---- | ---- | ---- | ---- | ---- | ---- | ---- | ---- | ---- | ---- | ----- |
| Gemiddeld maximum (°C)                  | 23,3 | 23,7 | 22,4 | 20,0 | 17,4 | 15,2 | 14,5 | 15,0 | 16,2 | 17,8 | 19,6 | 21,6 | 18,9  |
| Gemiddelde temperatuur (°C)             | 19,3 | 19,8 | 18,5 | 16,2 | 13,7 | 11,6 | 10,8 | 11,3 | 12,6 | 14,1 | 15,8 | 17,8 | 15,1  |
| Gemiddeld minimum (°C)                  | 15,3 | 15,8 | 14,6 | 12,3 | 10,0 | 8,0  | 7,1  | 7,6  | 8,9  | 10,5 | 12,1 | 13,9 | 11,3  |
|                                         |      |      |      |      |      |      |      |      |      |      |      |      |       |
| Neerslag (mm)                           | 75   | 65   | 94   | 105  | 103  | 139  | 146  | 121  | 116  | 91   | 93   | 91   | 1.240 |
| Bron: NIWA: Climate Data and Activities |      |      |      |      |      |      |      |      |      |      |      |      |       |

### Smog
Door het hoge autobezit, de relatief lichte maatregelen tegen luchtverontreiniging door uitlaatgassen en het hoge aantal afvalhoopverbrandingen en openhaardvuren heeft Auckland soms last van luchtvervuiling. Vooral fijnstof zorgt voor problemen. De gevolgen hiervan kunnen in de winter soms waargenomen worden in de vorm van smog. Door het gematigde zeeklimaat wordt de smog weer geleidelijk opgelost en haalt het nooit de hoge niveaus als bijvoorbeeld in Los Angeles of Mexico-Stad.

## Demografie

### Bevolkingsontwikkeling
De verwachting is dat in het jaar 2050 de stad twee miljoen inwoners heeft. Immigratie is goed voor een derde van deze groei en natuurlijke aanwas neemt twee derde van de groei voor zijn rekening.

### Bevolkingssamenstelling
In Auckland zijn veel nationaliteiten vertegenwoordigd en het is dan ook de meest multiculturele stad van Nieuw-Zeeland. Ook is het de stad met de grootste Polynesische gemeenschap ter wereld. Het gros van de bevolking is van Europese (vooral Britse) afkomst, maar er zijn aanzienlijke groepen Māori, Aziaten en Polynesiërs. Vergeleken met de rest van het land is de Aziatische gemeenschap ruim vertegenwoordigd.
De meeste nieuwe immigranten komen in Auckland te wonen, voor een deel vanwege de grote arbeidsmarkt. Om meer immigranten naar de rest van het land te trekken zijn de visumeisen versoepeld voor mensen die zich buiten Auckland willen vestigen.
Onderstaand tabel laat de verdeling naar etniciteit zien, gemeten in een volkstelling in 2001 en 2006. Doordat sommigen tot meerdere etnische groepen behoren komt het totaal van deze verdeling boven de honderd procent uit. De daling van het percentage van mensen met een Europese afkomst wordt deels veroorzaakt doordat in 2006 mensen zich als Nieuw-Zeelander lieten registreren, ook al was dat geen officiële optie in de enquête.

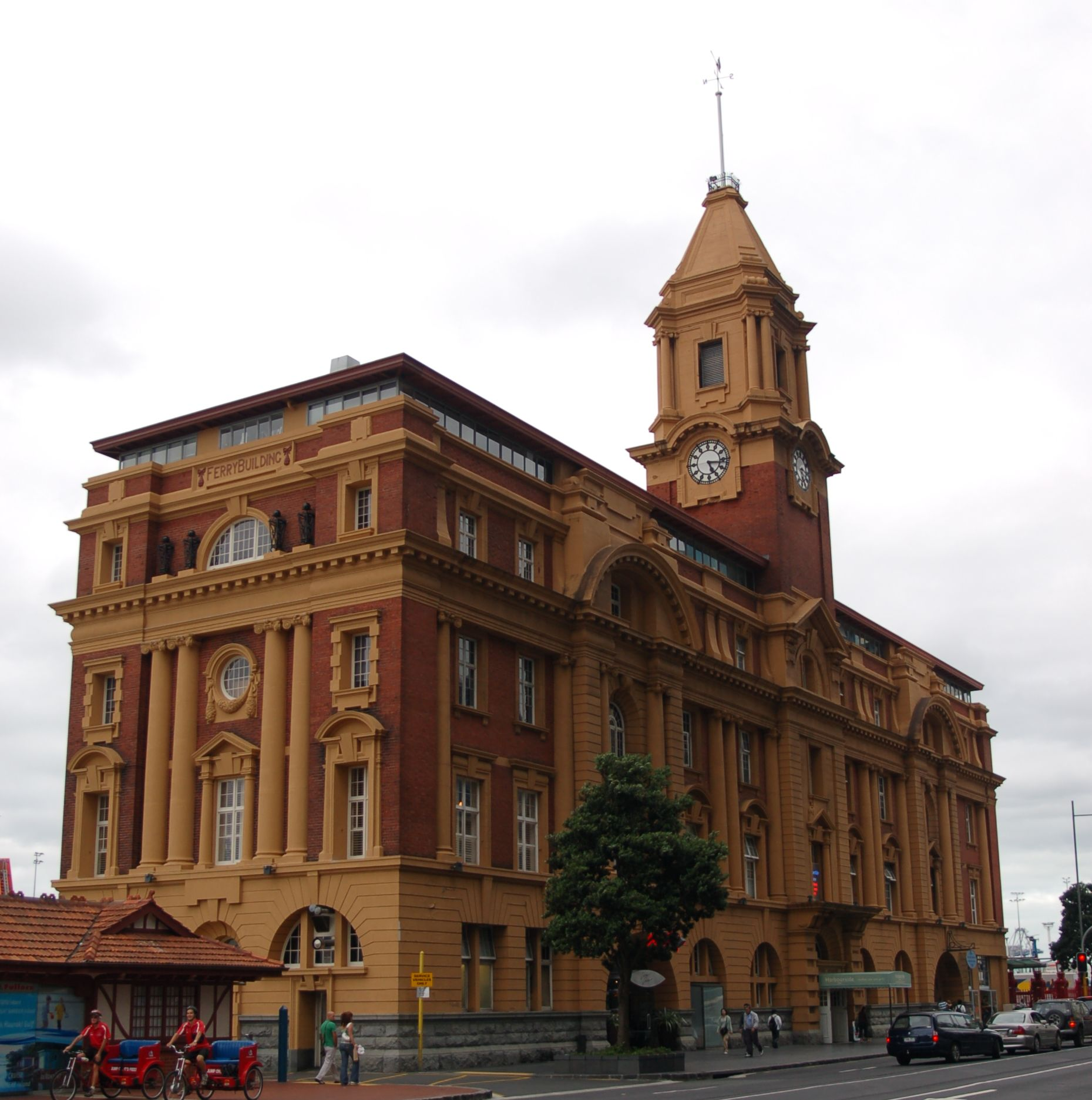
De ferry building in hartje Auckland is een van de meest herkenbare gebouwen in het centrum

| Etnische groep                         | 2001 (%) | 2001 (aantal)          | 2006 (%) | 2006 (aantal)          |
| -------------------------------------- | -------- | ---------------------- | -------- | ---------------------- |
| Europees                               | 66,9     | 684.237                | 56,5     | 698.622                |
| Oceanische eilanden                    | 14,9     | 152.508                | 14,4     | 177.936                |
| Azië                                   | 14,6     | 149.121                | 18,9     | 234.222                |
| Māori                                  | 11,5     | 117.513                | 11,1     | 137.133                |
| Midden-Oosten, Latijns-Amerika, Afrika | n/a      | n/a                    | 1,5      | 18.555                 |
| Elders                                 | 1,3      | 13.455                 | 0,1      | 648                    |
| 'Nieuw-Zeelands'                       | n/a      | n/a                    | 8.0      | 99.258                 |
| Totaal                                 |          | 1.022.616 (individuen) |          | 1.237.239 (individuen) |

## Bestuurlijke indeling
Auckland ligt in de gelijknamige regio Auckland. De regio wordt bestuurd door de Auckland Regional Council. Dit bestuursorgaan is verantwoordelijk voor milieuzaken, parkbeheer, kustbeheer en de financiering van het openbaar vervoer. Alle andere zaken zoals huisvesting en infrastructuur vallen onder de verantwoordelijkheid van de zeven lokale overheden.
De agglomeratie ligt verspreid over vier steden (Auckland City, North Shore, Waitakere, Manukau) en drie districten (Rodney District, Papakura, Franklin District), die samen de zeven lokale overheden vormen.
Verschillende eilanden in de Golf van Hauraki vallen onder het bestuur van Auckland City terwijl de eilanden niet officieel tot de agglomeratie behoren. Een van de grootste en bekendste hiervan is Waiheke Island.
De Nieuw-Zeelandse overheid heeft in 2009 besloten de gehele agglomeratie (inclusief de eilanden) onder één centraal stadsbestuur te laten vallen om de ineffectiviteit van de huidige fragmentatie het hoofd te bieden. Deze zogenaamde Super City werd in 2010 gevormd.

## Kenmerken

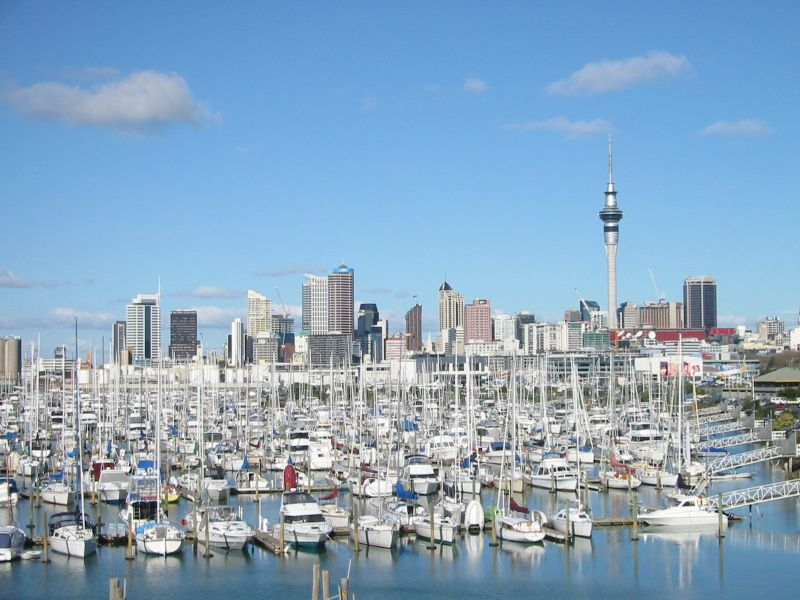
Uitzicht op Westhaven Marina

Het meest opvallende bouwwerk in Auckland is de in 1997 voltooide Sky Tower. Met 328 m is dat een van de hoogste  bouwwerken van het zuidelijk halfrond. Mount Eden is een wijk die is gebouwd rondom en op de lagere hellingsgedeelten van de hoogste vulkaankegel van Auckland en vooral bekendstaat om de grote hoeveelheid kunstenaars en de bekendste gevangenis van Nieuw-Zeeland. One Tree Hill is een vulkaankegel waar lange tijd één boom stond, die eind 19e eeuw werd geplant door een Europeaan. Na enkele motorzaagaanvallen door radicale Māori werd in 2000 besloten de boom weg te halen en de naam werd veranderd in "None Tree Hill". Een ander opvallend bouwwerk is de Auckland Harbour Bridge met een lengte van 1,15 km. Deze brug is ook wel bekend als de "Nippon Clipon" refererend aan de twee extra brugdelen die door Japanse ingenieurs aan de oorspronkelijke brug vast"geclipt" zijn ter verhoging van de verkeerscapaciteit op de brug.

### Bezienswaardigheden
Auckland staat bekend als de "City of Sails" omdat er in de haven circa 135.000 jachten liggen. In het Viaduct Basin werd in het jaar 2000 en in 2003 de America’s Cup gehouden. Er zijn een groot aantal zeilscholen en jachthavens in Auckland, zoals Westhaven Marina, de grootste van het zuidelijk halfrond.
High Street, Queen Street, Ponsonby Road, en Karangahape Road zijn bekende straten. Newmarket en Parnell zijn wijken met een groot aanbod aan winkels. Bekende (vlooien)markten worden gehouden in de wijken Ōtara en Avondale. Bekende en populaire overdekte winkelcentra zijn Sylvia Park, Botany Town Centre, St Lukes, Westfield Albany en Westfield 277 Newmarket.
In het stadhuis van Auckland en het Aotea Centre worden conferenties en culturele evenementen, zoals theater en opera gehouden. Auckland heeft ook het Auckland Philharmonisch Orkest.
Aan musea is er het Auckland Art Gallery met werken van Colin McCahon en het Auckland War Memorial Museum, het New Zealand National Maritime Museum, en het Museum of Transport and Technology (MOTAT). Andere attracties zijn de Auckland Zoo en Kelly Tarlton's Underwater World.
Aan de Waitematā Haven liggen stranden als Mission Bay, Devonport en Takapuna. Aan de westkust zijn de populaire surfplaatsen Piha en Muriwai.

### Parken en natuur
Auckland Domain is het grootste park in de stad dicht bij Auckland CBD met uitzicht op de Golf van Hauraki en Rangitoto Island. Kleinere parken dicht bij het stadscentrum zijn Albert Park, Myers Park, Western Park en Victoria Park.
Andere parken zijn in Western Springs met een groot park grenzend aan het MOTAT museum en de Auckland Zoo. In het zuiden bij Manurewa zijn de Auckland Botanic Gardens.
Er zijn veerverbindingen naar Devonport, Waiheke Island, Rangitoto Island en Tiritiri Matangi. Het Waitakere Ranges Regional Park ligt ten westen van Auckland, de Hunua Ranges ten zuiden.

### Vervoer
De luchthaven van Auckland bevindt zich 21 km ten zuiden van het centrum. Dit is de grootste luchthaven van Nieuw-Zeeland.
Tot 1956 had Auckland een tramnet. Het Britomart Transport Centre is het belangrijkste knooppunt voor openbaar vervoer in de stad. Hier stopt een groot aantal van de bussen in de stad en daarnaast dient het als eindpunt voor alle lokale treinen. De Northern Explorer vanuit Wellington heeft het voormalige hoofdstation Auckland Strand Station als eindpunt, dat op een kilometer afstand van Britomart ligt. In 2015 is er begonnen aan de bouw van een tunnel (City Rail Link) die Britomart via het stadscentrum met de bestaande Western Line zal verbinden. Britomart wordt dan een doorgaand station, en er worden twee nieuwe ondergrondse stations aangelegd.
De haven van Auckland is de grootste haven in het land. De stad geniet grote populariteit als aanleghaven voor cruiseschepen. Vanaf het centrum gaan diverse veerboten, waaronder naar North Shore City.

## Stedenband
- Los Angeles (Verenigde Staten)

## Geboren in Auckland

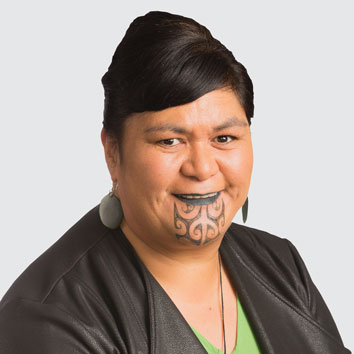
Nanaia Mahuta (1970), minister van Buitenlandse zaken vanaf 2020

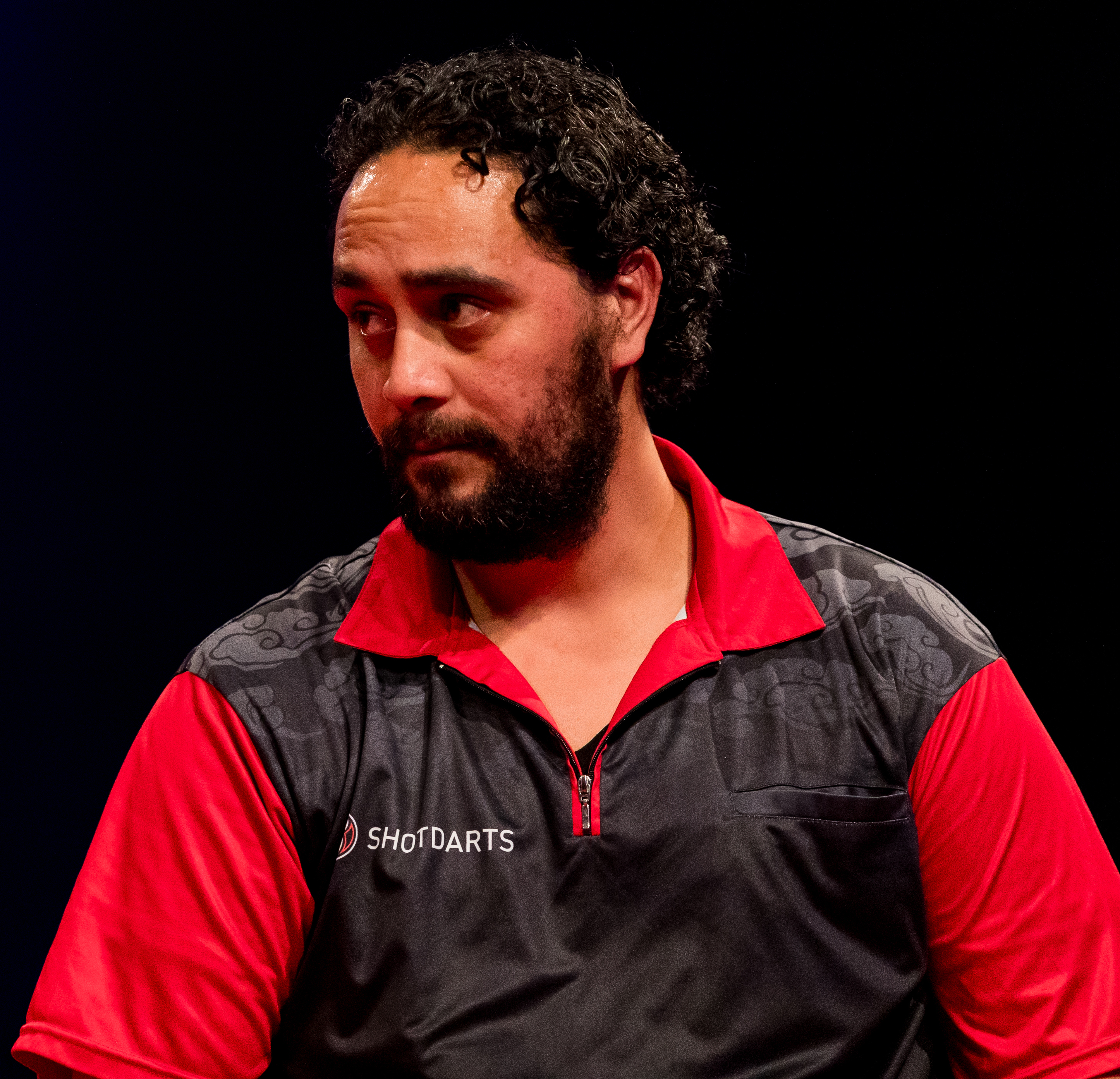
Cody Harris (1985), darter

- Hugh Walpole (1884-1941), Brits roman- en scenarioschrijver
- Edmund Hillary (1919-2008), bergbeklimmer, ambassadeur
- Earle Wells (1933-2021), zeiler
- Leslie Mills (1934), atleet, gewichtheffer en burgemeester
- Kenneth Keith (1937), rechter
- Bruce McLaren (1937-1970), autocoureur, designer, uitvinder en oprichter van het Formule 1 team McLaren
- John Nicholson (1941-2017), Formule 1-coureur
- Bruce Spence (1945), acteur
- Susan Moller Okin (1946-2004), feministisch politiek filosoof en auteur
- John Key (1961), politicus, van 2008 tot 2016 premier van Nieuw-Zeeland
- Gina Bellman (1966), actrice
- Lisa Chappell (1968), actrice en zangeres
- Lucy Lawless (1968), actrice en zangeres
- Rachel Hunter (1969), model en actrice
- Nanaia Mahuta (1970), politica
- Hamish Carter (1971), triatleet
- Beatrice Faumuina (1974), atlete
- Martin Henderson (1974), acteur
- Rhys Darby (1974), stand-upcomedian en acteur
- Sarah Ulmer (1976), wielrenster
- Dean O'Gorman (1976), acteur
- Ivan Vicelich (1976), voetballer
- Zoë Bell (1978), stuntvrouw en actrice
- Daniel Bedingfield (1979), zanger
- Daniel Vettori (1979), cricketer
- Cody Harris (1985), darter
- Martin Guptill (1986), cricketer
- Lauren Boyle (1987), zwemster
- Amini Fonua (1989), Tongaans zwemmer
- Pana Hema Taylor (1989), acteur
- Mitch Evans (1994), autocoureur
- Lorde (1996), zangeres
- Eliza McCartney (1996), polsstokhoogspringster
- KJ Apa (1997), acteur
- Sarpreet Singh (1999), voetballer
- Lewis Bower (2004), wielrenner